# 墮落花 (電影)
《墮落花》是一部2020年香港犯罪倫理驚慄劇情片，李卓斌第二部導演作品，梁博恩任動作指導，由溫碧霞、關智斌、陳漢娜、艾迪及陳煒領銜主演；沈卓盈、郭奕芯、陳穎欣、李任燊及莊端兒主演；黃錦燊特別演出；關寶慧友情客串。

## 故事大綱
作為亞洲冰毒製造業傳奇人物「先生」的長女，傅餘雨離家失踪多年，偏偏在家族最動盪的時期，回到這個充滿權鬥與罪孽的城市。集團的元老火叔、名義上的繼承人傅餘浪、素未謀面的妹妹傅餘雪、一直暗中調查的警方… 各方人馬各懷鬼胎，傅餘雨趁機不斷穿插逢迎，不同陣營的衝突愈加劇烈......
一段纏繞二十年的悲痛往事，突然在此時被揭開，而驚天動地的大秘密，亦伴隨著另一個陰謀漸漸浮出水面…

## 演員表
| 演員               | 角色              | 備註 |
| 溫碧霞             | 傅餘雨            | 先生之長女，被其虐待，最後於貨櫃場推其落火海中燒死，並燒毀其所有冰毒 傅餘浪無血緣關係之姊 傅餘雪（何雨婷）之姊，實為其母 何懸峰之初戀情人，並與其私奔 洪君涵之綫人 |
| 梁紫希（幼年）     | 傅餘雨            | 先生之長女，被其虐待，最後於貨櫃場推其落火海中燒死，並燒毀其所有冰毒 傅餘浪無血緣關係之姊 傅餘雪（何雨婷）之姊，實為其母 何懸峰之初戀情人，並與其私奔 洪君涵之綫人 |
| 江芷銦（童年）     | 傅餘雨            | 先生之長女，被其虐待，最後於貨櫃場推其落火海中燒死，並燒毀其所有冰毒 傅餘浪無血緣關係之姊 傅餘雪（何雨婷）之姊，實為其母 何懸峰之初戀情人，並與其私奔 洪君涵之綫人 |
| 陳穎欣（少年）     | 傅餘雨            | 先生之長女，被其虐待，最後於貨櫃場推其落火海中燒死，並燒毀其所有冰毒 傅餘浪無血緣關係之姊 傅餘雪（何雨婷）之姊，實為其母 何懸峰之初戀情人，並與其私奔 洪君涵之綫人 |
| 關智斌             | 傅餘浪            | 先生之養子 傅餘雨無血緣關係之弟 傅餘雪（何雨婷）無血緣關係之兄，實為其無血緣關係之舅父 June之上司兼暗戀對象 April之上司 炎志偉之天敵                               |
| 陳漢娜             | 傅餘雪 （何雨婷） | 先生之私生女，實為其外孫女 傅餘雨之妹，實為其女 傅餘浪無血緣關係之妹，實為其無血緣關係之外甥女 何懸峰之遺腹女 於先生逝世兩年後成為大學生                           |
| 艾迪               | 炎志偉            | 火叔 冰毒集團高層 先生之手下 韓媚之上司 傅餘浪之天敵 |
| 陳煒               | 洪君涵            | 毒品調查科高級督察 何懸峰之同期同學 韓媚之上司 傅餘雨之監管人 於茶餐廳喬裝姓鍾買家與炎志偉交易，但被其識破，先被其虐打，後被其要脅的傅餘雨殺害                     |
| 沈卓盈             | 韓媚              | May 炎志偉之助手，實為警方臥底 洪君涵之下屬 於傅餘浪之冰毒工場與傅餘浪之手下駁火期間被頭部中槍的June槍殺                                                           |
| 郭奕芯             | June              | 傅餘浪助手之一，並暗戀其 於傅餘浪之冰毒工場與炎志偉之手下駁火期間被槍殺，臨終前槍殺韓媚                                                                            |
| 李任燊             | 何懸峰            | 警方臥底 傅餘雨之初戀情人，並與其私奔 洪君涵之同期同學 傅餘雪（何雨婷）之亡父 被先生及其門徒燒死 只在傅餘雨之幻覺中出現                                            |
| 莊端兒             | April             | 傅餘浪助手之一 於傅餘浪之冰毒工場與炎志偉之手下駁火期間被槍殺 |
| 黃錦燊（特別演出） | 先生              | 冰毒集團首腦 傅餘雨之父，並虐待其，最後於貨櫃被其推落火海中燒死 傅餘浪之養父 傅餘雪（何雨婷）之父，實為其外公 炎志偉之老大                                         |
| 關寶慧（友情客串） | 昌嫂              | |
| 和泉素行           |                   | 日本毒品買家 冰毒集團之合作伙伴 |

## 軼事及電影評級
- 根據《電影檢查條例》，本片列為只准18歲或以上人士觀看（III）。
- 此片是關智斌、莊端兒、江芷銦及梁紫希首部三級片之作品。

## 獎項及提名
| 年份 | 颁奖典礼                      | 奖项       | 姓名   | 结果 |
| ---- | ----------------------------- | ---------- | ------ | ---- |
| 2020 | 第8屆愛爾蘭絲綢之路國際電影節 | 最佳女主角 | 溫碧霞 | 獲獎 |

## 外部連結
- 香港影庫上《墮落花》的資料（繁體中文）
- 豆瓣电影上《墮落花》的資料 （简体中文）
- 时光网上《墮落花》的資料（简体中文）
- 互联网电影数据库（IMDb）上《墮落花》的资料（英文）